# Diadelia obliquefasciata
Diadelia obliquefasciata là một loài bọ cánh cứng trong họ Cerambycidae.